# Dollar (musikgrupp)
Dollar var en brittisk popduo bildad 1978 och bestående av Thereza Bazar och David Van Day. Gruppen var till största del verksam under början på 1980-talet och hade sin storhetstid då. Den upplöstes 1988. Till gruppens mer kända sånger hör "Shooting Star" (1978), "Mirror Mirror (Mon Amour)" (1981) och "Give Me Back My Heart" (1982).

## Diskografi (urval)
Album
- 1979 – Shooting Stars
- 1980 – The Paris Collection
- 1982 – The Dollar Album

Singlar (topp 100 på UK Singles Chart)
- 1978 – "Shooting Star" (#14)
- 1979 – "Who Were You With in the Moonlight" (#14)
- 1979 – "Love's Gotta Hold on Me" (#4)
- 1979 – "I Wanna Hold Your Hand" (#9)
- 1980 – "Takin' a Chance on You" (#62)
- 1981 – "Hand Held in Black and White" (#19)
- 1981 – "Mirror Mirror (Mon Amour)" (#4)
- 1982 – "Give Me Back My Heart" (#4)
- 1982 – "Videotheque" (#17)
- 1982 – "Give Me Some Kinda Magic" (#34)
- 1986 – "We Walked in Love" (#62)
- 1987 – "O L'amour" (#7)
- 1988 – "It's Nature's Way (No Problem)" (#58)